# Tula di Vista
Tula di Vista (pseudoniem van: Luisa Suzanna Kamerman) (Caconda, Angola, 26 april 1888 – Hilversum 10 november 1969) was een Nederlandse actrice, schrijfster en schilderes.

## Achtergrond
Luisa Suzanna Kamerman werd in 1888 geboren in Angola, destijds een kolonie van Portugal, als dochter van de Nederlander Pieter Kamerman, chef van het "Transvaalsche Handelshuis" in Angola, en de Portugese Guebe Thereza Magalhães. Zij beriep zich graag op haar uitheemse afkomst en nam de mysterieuze naam Tula di Vista, soms Prinses Tula di Vista, of Tula Mari(n)a  di Vista aan.

## Gezinsleven
In 1913 trouwde zij in Nijmegen met de kunstschilder Dirk Smorenberg (Alkmaar 1883 - Oud-Loosdrecht 1960), met wie zij in verschillende plaatsen in Nederland woonde. Zij kregen twee dochters: Mimosa (1914) en Lotos (1917). In 1920 verhuisde het gezin naar Loosdrecht, maar in juni 1923 werd het huwelijk ontbonden.
Vanaf 1924 was de acteur, schrijver en beeldhouwer Johan Schmidt (Amsterdam 1878 - Den Haag 1951) haar levenspartner. Hoewel zij zich altijd presenteerden als echtpaar, zijn zij nooit getrouwd. Vanaf 1924 trad Tula samen met Schmidt op als actrice.

## Actrice
Tula di Vista trad vanaf 1924 samen met Schmidt op in Nederland en België met komische eenacters en als "declamatrice": zij droeg gedichten en andere teksten voor. Het stel was zeer succesvol en trad ook op voor de radio. In 1936-1938 maakten zij een succesvolle tournee door Nederlands-Indië. In 1937 richtten zij een cursus voor spreek- en toneel-onderricht op in Batavia.

## Schrijfster
In 1928 bracht zij een boek uit: Wondere Nachten. Sproken voor groote menschen. Het werd wisselend beoordeeld. Het Nieuwsblad van het Noorden en de Tilburgsche Courant vonden het prachtig, de meeste kranten, zoals de NRC, vonden het niets. Het boek was geïllustreerd met door Tula getekende prenten, die wel positief beoordeeld werden.
In 1929 publiceerde zij het boek In het land der Boschnegers en magiërs. Mijn reis door Portugeesch Congo. Zij presenteerde zich hiermee als enig kind van een eigenaar van "groote bezittingen en factorijen in Portugeesch Congo" die "uitstekend met pistool en buks kan omgaan en een goed amazone" was. De recensent van de NRC liet er weinig van over, maar andere recensenten waren enthousiast. In 1933 verscheen een Duitse vertaling.

## Schilderes
Tula di Vista schilderde aanvankelijk figuren en portretten: in 1920 exposeerde zij in Oud-Loosdrecht samen met haar man Dik Smoorenberg. Vanaf haar reis in Indië maakte zij veel Indische landschappen. In maart 1927 werd zij lid van de Vereniging van Beeldende Kunstenaars Laren-Blaricum.
Zij exposeerde met regelmaat. De meningen van krantenrecensenten waren verdeeld, maar over het algemeen waren zij gematigd positief.

## Maatschappelijk engagement
Tula di Vista was voorstander van emancipatie en wereldvrede. In 1919-1921 was zij al actief als (bestuurs)lid van de Algemeene Nederlandsche Vrouwen-Organisatie en gaf zij lezingen over kiesrecht.
In juni 1930 werden Johan Schmidt en Tula di Vista tijdens een vakantie ruim een week in een Italiaanse cel opgesloten en vervolgens het land uit gezet. Vermoedelijk werd Schmidt aangezien voor een naamgenoot die bij de Italiaanse politie op een lijst van gevaarlijke communisten en bolsjewieken stond. De opsluiting leidde tot vragen in de Eerste Kamer in september 1930.
Begin 1936 was zij een der letterkundigen die een adres ondertekenden tegen de oorlog en voor de Volkenbond. Anderen waren o.a. P.J. Meertens, Edgar du Perron, Henriette Roland Holst, Jan en Annie Romein-Verschoor.
In 1941 was zij lid van het comité tot huldiging van Koos Speenhoff en in datzelfde jaar van het comité tot het oprichten van een grafmonument voor de schrijver Gerard van Hulzen. In 1952 was zij een der sprekers tijdens een diner voor de 80e verjaardag van de letterkundige Dr. K.H.E. de Jong.
In 1951 stond Tula op een lijst van Nederlandse literaire personen die tot vrede opriepen en in 1952 op een lijst mensen die opriepen tot een internationale vrouwendag. Beide oproepen werden in De Waarheid gepubliceerd.